# Lyreididae
Die Lyreididae sind eine Familie ursprünglicher Krabben (Brachyura) mit sechs rezenten Arten.

## Merkmale
Der Carapax ist länger als breit und birnen- bis pilzförmig, wobei er nach vorn schmaler wird. Die Oberfläche ist glatt und außer der Herz-Kiemen-Grube ohne deutliche Vertiefungen. Der vorn-seitliche Rand ist entweder ohne Dornen oder mir ein bis zwei kleinen Dornen oder mit starken, häufig zweigeteilten, auswärts gerichteten Dornen besetzt. Die Stirn ist breit dreieckig oder annähernd trapezförmig. Der Augenhöhlen-Stirn-Rand ist schmal, etwa ein Drittel bis halb so lang wie die Carapax-Breite. Die Augenhöhlen sind nach vorn gerichtet, der Augenstiel besteht nur aus einem Glied. Die beiden Fühler (Antennulen und Antennen) sind etwa gleich lang und schlank, beide sind in Bezug auf die Atmung modifiziert. Die Antennulen sind ungefaltet, ihr Basalglied erweitert, innen etwas ausgehöhlt. Wenn beide Antennulen zusammentreten bilden sie einen Gang für das Atemwasser. Das Proepistom ist verborgen, das Epistom schmal. Das Endostom ist stark verlängert, überragt die Basalglieder der Antennulen nach vorn und ist stark ausgehöhlt. Das dritte Maxilliped ist lang, schlank und deckelförmig, sein Merus länger als das Ischium. Das Pterygostom ist angeschwollen, ein Subantennenlappen entwickelt. Es steht weit vor den Mandibeln und ist über eine größere Strecke mit den Kanten des Endostoms verschmolzen.
Das thorakale Sternum ist lang und stark hinter das siebte Segment gebogen. Die vorderen Sterniten sind variabel entwickelt und hervorstehende, das dritte ist kronenförmig, das vierte erweitert und flach. Die Naht S4/S5 ist mondförmig. Das fünfte Sternit ist breit, das sechste enger, das siebte verengt sich nach hinten, das achte ist verlängert und steht rechtwinklig zu den vorderen. Die Verbindung zwischen Sternum und Pterygostom ist mäßig entwickelt. Die Verbindung zwischen thorakalem Sternum  und den exponierten Pleuriten ist zwischen P1 und P2 gut, zwischen P2 und P3 gering entwickelt. Die Pleuriten 5 bis 7 liegen teilweise offen, sind verkalkt und bilden eine flache Fläche, welche nicht die Branchiostegitenkante überragt. Die kleinen Spermathek-Öffnungen liegen in einer Vertiefung im S7 einander gegenüber und durch die Medianlinie getrennt. Eine sterno-pleonale Vertiefung ist hinten vorhanden und wird bei Männchen vollständig vom Pleon bedeckt. Der Pleon besteht aus sechs, gelenkig verbundene Somiten und einem kleinen Telson. Ein Sexualdimorphismus ist angedeutet, der Pleon der Weibchen ist aber nur geringfügig breiter. Die Somiten 1 bis 3 dorsal stehen in Fortsetzung zum Carapax, der Rest ist stark gefaltet. Auf Höhe des vierten Somiten gibt es eine scharfe Biegung, die Somiten 3 bis 5  können lange, gebogene Borsten tragen. Das sechste Somit ist lang, mit langem bauchseitigem Sockel, der innenseitig durch eine Verdickung begrenzt ist. Der Arretiermechanismus wird über ein Paar hakenförmiger Fortsätze vom fünften Episterniten und diesem Sockel realisiert. Dieser Mechanismus ist besonders bei eiertragenden Weibchen ausgebildet.
Die Scheren sind gleich groß und meist lang. Das Basis-ischium des Scherenbeins sind unbeweglich mit dem langen Merus verschmolzen, der Propodus ist kurz und abgeflacht, der untere Rand mit einigen scharfen Dornen besetzt. Der Finger (Dactylus) ist lang, rückenseitig glatt und rechtwinklig zur Vorderseite der Hand gebogen. Die Schreitbeine P2–4 sind schlank, der Merus lang und schlank, Propodus und Dactylus abgeflacht. Das letzte Schreitbein liegt weiter rückenwärts und ist stark reduziert, fadenförmig und in einem kleinen, abgeflachten, elliptischen Dactylus endend.

## Systematik
Zur Familie gehören zwei rezente Gattungen:
- Lyreidus De Haan, 1841
- Lysirude Goeke, 1985